# Виттрок, Вейт Брехер
Вейт Брехер Виттрок (швед. Veit Brecher Wittrock; 5 мая 1839 — 1 сентября 1914) — шведский ботаник, известный своими работами в области альгологии и исследованием рода Фиалка.

## Биография
Вейт Брехер Виттрок родился 5 мая 1839 года в провинции Дальсланд.
С 1857 до 1865 Вейт Брехер Виттрок учился в Уппсальском университете, после окончания которого 30 лет работал учителем гимназии в Уппсале. В 1878 году он стал ассоциированным профессором Уппсальского университета. С 1879 по 1904 он был профессором и куратором ботанической коллекции Шведского музея естествознания в Стокгольме. Также с 1879 по 1914 год он работал на должности директора Бергианского ботанического сада.
Вейт Брехер Виттрок умер 1 сентября 1914 года в Стокгольме.

## Ботаническиеэпонимы
- Рид Wittrockia: Бромелиевые.
- Рид Wittrockiella: Водоросли[7].

## Отдельные публикации
- «Försök till en monographi öfver algslägtet Monostroma», 1866.
- «Algologiska studier. I och II», 1867.
- «Dispositio oedogoniacearum suecicarum», 1870.
- «Prodromus monographiae oedogoniearum», 1874.
- «On the development and systematic arrangement of the Pithophoraceæ, a new order of algae», 1877.
- «Skandinaviens gymnospermer», 1887.
- «Viola studier» (1895—1897; 2 тома).
- «Botanisk-historiska fragment», 1906.
- «Acta horti Bergiani. Meddelanden från Kungl. Svenska vetenskaps-akademiens Trädgård Bergielund» (под редакцией В. Б.Віттрока).[8][9]